# Flurica sikimira
Espèce
Flurica sikimira est une espèce d'araignées aranéomorphes de la famille des Salticidae.

## Distribution
Cette espèce est endémique du département de La Paz en Bolivie,. Elle se rencontre dans la province de Nor Yungas vers Villa Teresa.

## Description
Le mâle holotype mesure 4,35 mm.
Cette araignée est myrmécomorphe.

## Systématique et taxinomie
Cette espèce a été décrite par Perger et Rubio en 2022.

## Publication originale
- Perger & Rubio, 2022 : « A new genus of jumping spider from the Bolivian Yungas forest, a new country record for Erica eugenia Peckham & Peckham, 1892, and notes on turtle ant mimicry (Araneae: Salticidae: Simonellini). » Arachnology, vol. 19, no 2, p. 574-549.